# L'Echo
L'Echo is een Franstalig Belgisch dagblad, opgericht en 1881 onder de naam van "L'Echo de la bourse de Bruxelles", dat wordt uitgegeven door het uitgeversbedrijf Mediafin, een joint venture van de Groupe Rossel en Roularta Media Group. De krant legt zich vooral toe op economisch en financieel nieuws. Het is de Franstalige tegenhanger van de Vlaamse krant De Tijd.
Naar aanleiding van de derde verjaardag van het bedrijf, en om de krantentitels beter te profileren als zakelijke, financiële en beurskranten worden zowel L'Echo als De Tijd vanaf mei 2009 op zalmkleurig papier gedrukt. Met deze keuze gaan ze niet enkel de Financial Times maar ook Het Financieele Dagblad achterna. Sinds 2008 heeft de krant, samen met De Tijd een weekendbijlage, Sabato.

## Oplage en verkoop
De verkoop (print en digitaal) is over de periode 2007 - 2015 met ongeveer 10% gedaald, een daling die veel beperkter is dan deze voor het totaal van de Franstalige kranten in België (-25%). Het aandeel van de digitale verspreiding is sinds de introductie in 2008 opgelopen van 0,2% naar bijna 37% in 2015, merkelijk hoger dan het gemiddelde voor alle Franstalige dagbladen (8,2% in 2015).
| Naam               | 2007   | 2008   | 2009   | 2010   | 2011   | 2012   | 2013   | 2014   | 2015   |
| ------------------ | ------ | ------ | ------ | ------ | ------ | ------ | ------ | ------ | ------ |
| Oplage - Print     | 24.548 | 29.095 | 21.930 | 20.388 | 19.457 | 17.877 | 16.425 | 15.093 | 14.753 |
| Verkoop - Print    | 17.844 | 17.935 | 16.727 | 15.946 | 15.034 | 13.300 | 12.438 | 10.747 | 10.163 |
| Verkoop - Digitaal | 0      | 37     | 276    | 901    | 2.015  | 3.665  | 4.158  | 5.208  | 5.901  |
| Verkoop - Totaal   | 17.844 | 17.972 | 17.003 | 16.847 | 17.049 | 16.965 | 16.596 | 15.955 | 16.064 |

Bron: CIM